# マジェンバ
マジェンバは佐賀県小城市のご当地グルメ。混ぜ麺の一種である。
小城市は小城羊羹と鯉料理で知られるが、更なる知名度向上を目的に2011年に考案された料理である。
名称は「混ぜんば」という佐賀弁で「混ぜて」の意味である。
小城市産の食材をトッピングにした麺を甘辛い特製のタレと、よく混ぜてから食べる。細かい規則はないため、提供する各店舗でアレンジされている。使用される麺も中華麺、パスタ、うどんと様々である。特製のタレは「マジェンバのたれ」で全店共通。この「マジェンバのたれ」は2016年より、小城市観光協会などで市販もされている 。
2019年時点では、小城駅北側や牛津駅周辺を中心に約10軒の店舗で提供され、佐賀空港3階のレストラン「カンフォーラ」などでも提供されている。